# Carme Canela
Carme Canela i Mir (Barcelona, 1962) es una cantante española, vocalista de jazz conocida con el nombre artístico de Carme Canela.

## Trayectoria artística[1]
Carme Canela cursa estudios con Dee Kohanna en el Aula de Música Moderna de Barcelona y en el Taller de Músics. Estudia técnica vocal con Joaquim Proubasta y Maya Mayska y asiste a diversos seminarios internacionales con profesores como Sheila Jordan entre otros. A los 16 años inicia su carrera musical como vocalista de la Orquestra Encantada con la que graba 4 LP. 
Ha colaborado con músicos del ámbito jazzístico internacional como David Xirgu, Joan Monné, Bruce Barth, Kurt Rosenwinkel, Mike Mossman, Lluís Vidal, Joan Albert Amargós, Perico Sambeat, David Mengual, Dani Pérez, Gorka Benítez, Laura Simó, Zé Eduardo, Iñaki Salvador, Jordi Bonell, Carles Benavent, Bernardo Sassetti, Xavier Dotras, Agustí Fernández, Robert Ashley.
También colabora en diversas formaciones como la Orquestra de Cambra del Teatre Lliure, la Albert Guinovart Ensemble, la Big Band Jazz de Terrassa y la Big Band del Taller de Músics.
En 2007 presentó su proyecto Carme Canela canta Gioconda Belli. Sencillos Deseos, que estrena el 23 de mayo de 2007 en concierto en el TNC de Barcelona, y que graba en disco en diciembre de 2007 para editarse a principios de 2008. En ese trabajo puso música a los versos más sensuales y de madurez de la poetisa nicaragüense Gioconda Belli. Canela los cantó en clave de jazz acompañada de Guillermo Klein al piano, Gorka Benítez al saxo y flauta, Dani Pérez a la guitarra, Nic Thys al bajo y David Xirgu a la batería, el disco se presentó también el 7 de marzo de 2008 en el Auditori de Barcelona dentro del Festival Barnasants y de la temporada Mas y Mas/Auditori.
En 2011, Carme Canela cantó los temas poéticos del guitarrista catalán de jazz Jordi Matas: Carme Canela canta Jordi Matas. En 2012, grabó con la Cobla Sant Jordi – Ciutat de Barcelona el disco Nadales (Discmedi), los ingredientes son una cobla, una voz de jazz y un repertorio de canciones populares navideñas y villancicos.

## Discografía
- Poti-Poti (1992)- Canciones infantiles
- Nanas. Canciones de cuna (1996)
- Cançons de bressol Poti Poti  (1996
- Introducing Carme Canela & Trío (1996)
- Cravo e Canela (1999)
- Pans & CD2 (2000) - Villancicos
- Iris (2002)
- Univers Miles - Lluís Vidal & Carme Canela (2002)
- Els nostres estàndards - Carme Canela & Lluís Vidal Trío (2006)
- Carme Canela canta Gioconda Belli. Sencillos Deseos (2008)
- Carme Canela canta Jordi Matas (2011)
- Nadales (2012). Carme Canela con la Cobla Sant Jordi – Ciutat de Barcelona.
- Granito de sal (2014). Carme Canela & Joan Monné]]río.
- Extraña alegría de vivir (2017). David Mengual Slow Quartet & Carme Canela.
- Ballads (2018). Carme Canela & Joan Monné  duet.
- Celebrating La Fusa (2021). Carme Canela & Jurandir Santana.

### Colaboraciones discográficas
- Son Song de Joan Monné Trio (Freshsound New Talent ,1995).
- ¡No pasarán! Canciones de guerra contra el fascismo (1936-1939), en 1997 con Quico Pi de la Serra.
- Australia con la Albert Guinovart Ensemble (Vale Music,1998).
- Porgy & Bess con la Orquestra de Cambra del Teatre Lliure, arreglos y dirección de Lluís Vidal y Joan Albert Amargós (Freshsound New Talent, 1998).
- Fabou de Gorka Benítez (Freshsound New Talent, 2000).
- Aigua de Carles Benavent (Nuevos Medios, 2001).
- Passejada de Vidal-Solsona Acoustic Project (Satchmo, 2002).
- Deriva de David Mengual (Satchmo, 2003).
- Friendship de Perico Sambeat ( The ACT Company, 2003).
- Altres cançons a Mahalta. Músiques sobre els poemes de Màrius Torres - Xavier Monge Trio & Carme Canela (2006),
- Al otro lado de Gorka Benítez (Fresh Sound, 2007).[5]
- Bahamontes de Vicenç Solsona (Femme Sutil, New Mood Jazz, 2009)[6]
- Vincent (2009), Preludes (2011), Paintings (2015) de Xavier Dotras Trio (Picap)
- Lieder, de Xavier Dotras (Carme Canela-Xavier Dotras-Gessamí Boada) (2023).[7]